# Hermann Lotheißen
Martin Klaus Hermann Georg Karl Lotheißen (* 11. Juli 1831 in Darmstadt; † 8. März 1888 ebenda) war ein deutscher Beamter und Landrat.
Hermann Lotheißen war der Sohn des Hofgerichtspräsidenten und Abgeordneten Friedrich Lotheißen (1796–1859) und dessen Ehefrau Sophie geborene Kroencke. Hermann Lotheißen, der evangelischer Konfession war, heiratete am 1. Oktober 1864 in Darmstadt Pauline geborene Schädler (1838–1908), die Tochter des Regierungsrats Karl Schädler.
Er studierte Rechtswissenschaften an den Universitäten Gießen, Heidelberg und Göttingen, wo er dem Corps Starkenburgia beitrat. 1850 wurde er Regierungsakzessist in Darmstadt. 1861 wurde er zum Ministerialsekretär im großherzoglichen Ministerium des Innern befördert. 1874 bis 1881 war er Kreisrat im Landkreis Worms. 1881 kehrte er als Ministerialrat in die Landesregierung zurück und war dort in den Ministerien des Innern und der Justiz tätig.